# كاستانيار دي إيبور

شعار بلدية كاستانيار دي إيبور

بلدية كاستانيار دي إيبور (بالإسبانية: Castañar de Ibor)‏، هي بلدية تقع في مقاطعة قصرش والتي تقع في منطقة إكستريمادورا، غرب إسبانيا.
يبلغ عدد سكانها 1.262 نسمة وفقاً لإحصائية سنة (2002).